# 長船元重

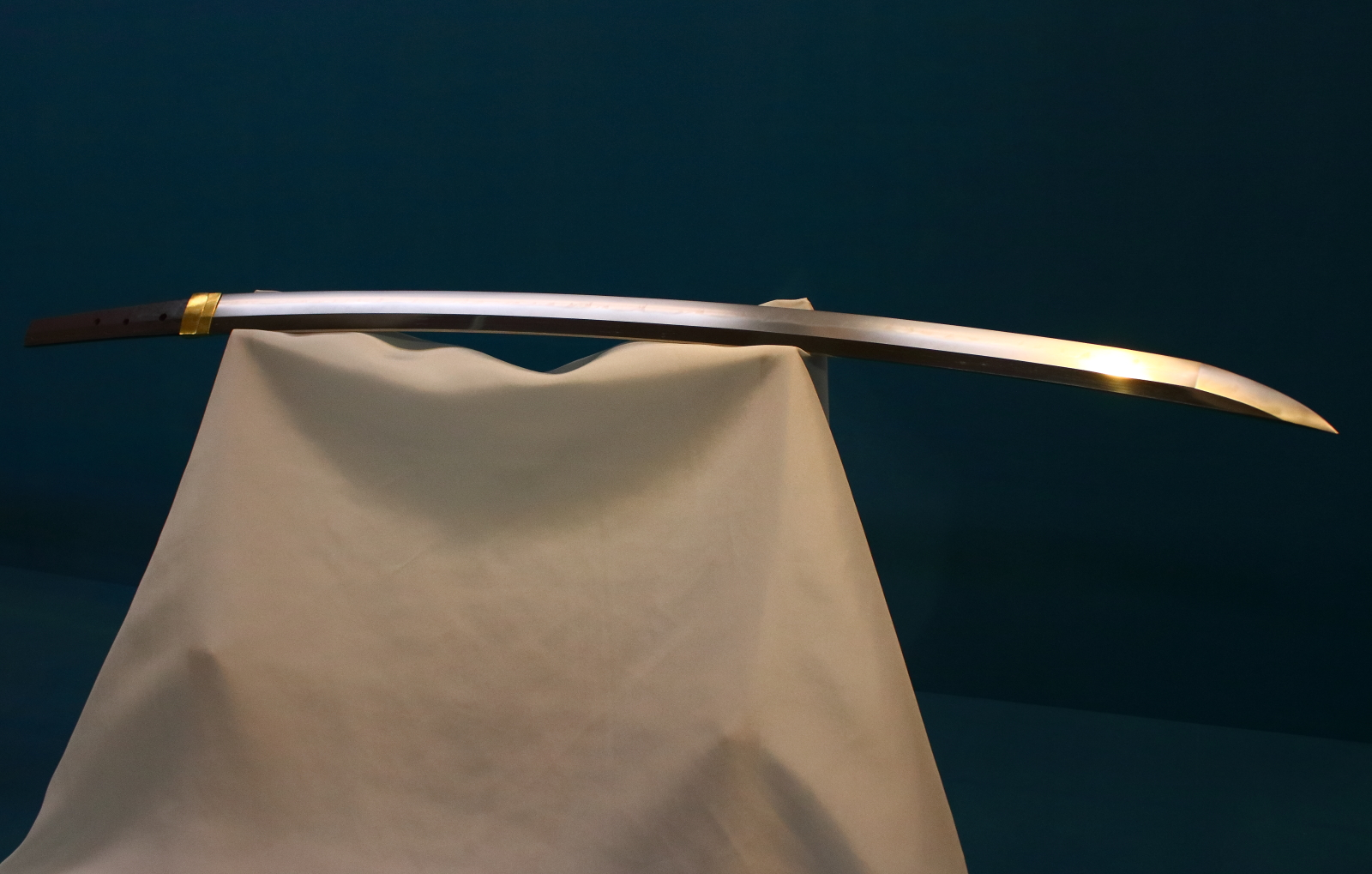
刀　無銘元重（東京国立博物館蔵、重要文化財）

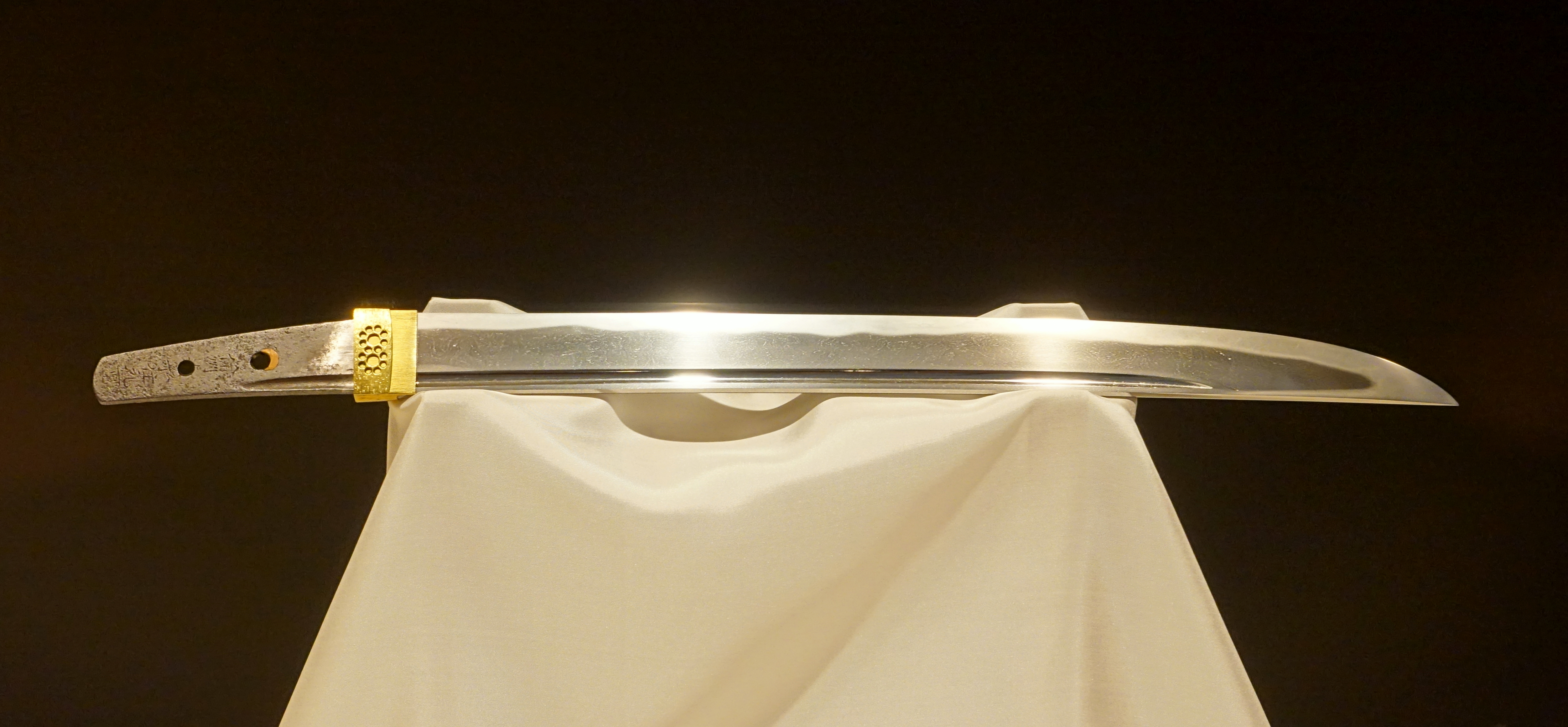
脇指 銘備州長船住元重 延文元年十月日（延文元年は1356年）（東京国立博物館蔵、重要美術品）

長船 元重（おさふね もとしげ）は、南北朝時代の備前国の刀工。大蔵允と称したともいう。
中古刀上々作にして最上大業物。守重の弟で重真の兄と伝えられる。相州貞宗三哲の一人とされるが、作風からはあまり関連を見出せない。作柄としては地鉄は板目肌に映りが立ち、刃文は初期には片落互の目などを焼き、後期作には沸のついた直刃に足の入るものや互の目に足・葉の入るものがある。

## 代表作例
重要文化財
- 刀 銘元重（和歌山・紀州東照宮）
- 太刀 銘元重（香川県立ミュージアム蔵）
- 刀 折返銘備州長船住元重（法人蔵）
- 刀 無銘元重・打刀拵（東京国立博物館）
- 刀 金象嵌銘 元重 本阿弥（花押）（所在不明）
- 太刀 無銘伝元重（上杉神社）
- 脇差 銘備州長船元重（文化庁保管）平造